# Drácula (revista de Buru Lan)
Drácula fue una colección de fascículos editada por Buru Lan entre 1971 y 1972, con 60 números publicados, que podían recogerse en tomos, también puestos a la venta.

## Contenido
En los primeros números funcionó como revista antológica, recogiendo varias series de cómic, además de relatos ilustrados de Alfonso Álvarez Villar, Carlos Buiza, José Luis Garci, Juan Tebar y Luis Vigil:
| Números      | Fecha               | Título     | Guionista  | Dibujante       |
| ------------ | ------------------- | ---------- | ---------- | --------------- |
| 1 a 12       | 12/02/ a 16/07/1971 | Wolff      | Sadko      | Esteban Maroto  |
| 1, 2, 7 a 10 | 12/02/ a 18/06/1971 | Sir Leo    | Luis Vigil | Josep Maria Beà |
| 1, 2, 6 a 11 | 12/02/ a 02/07/1971 | Agar-Agar  | Sadko      | Alberto Solsona |
| 2 a 12       | 26/02/ a 16/07/1971 | Mis miedos | Enric Sió  | Enric Sió       |

El resto de números estuvieron dedicados monográfica y sucesivamente a dos series de ciencia ficción: 5 por infinito (núm. 1 a 24) y Delta 99 (núm. 25 a 60). Destaca también que las portadas eran viñetas ampliadas de las historietas que contenía cada número, salvo los 6 primeros fascículos que fueron de Enric.